# Anhimella thecata
Anhimella thecata là một loài bướm đêm trong họ Noctuidae.